# Mas Vilagú
El Mas Vilagú és una obra de Santa Maria d'Oló (Moianès) inclosa a l'Inventari del Patrimoni Arquitectònic de Catalunya.

## Descripció
La masia presenta una part antiga que correspon al segle xvii, i una ampliació de l'edificació que es feu al segle xix. L'esquema aproximat seria el següent: Està encarada al sud-est, i és aquí on es troba la porta principal, de mig punt i adovellada. La coberta és a dobla vessant.
La part més destacable del mas es troba en una sala, on hi ha quatre arcs gòtics que parteixen del centre de les parets laterals i convergeixen en un pilar centra que els aglutina. Els carreus són molt irregulars. En una de les dependències del mas hi ha una premsa de pedra i un forn de dos m. de llargada.

## Història
El mas Vilagú és del segle xvii. En la llinda d'una finestra situada sobre la porta de la cara sud-est es troba la següent inscripció:
"Ramon Abadal Vilagú i Maria sa muller hereva 1630".
En la cara nord hi ha una altra llinda d'una finestra amb la data de 1(6)71 Crist.
Es creu que en el segle xix aquesta masia fou ampliada. El seu estat de conservació és dolent i el procés de degradació és progressiu.